# Злокучене (Софийская область)
Злокучене (болг. Злокучене) — село в Болгарии. Находится в Софийской области, входит в общину Самоков. Население составляет 262 человека.

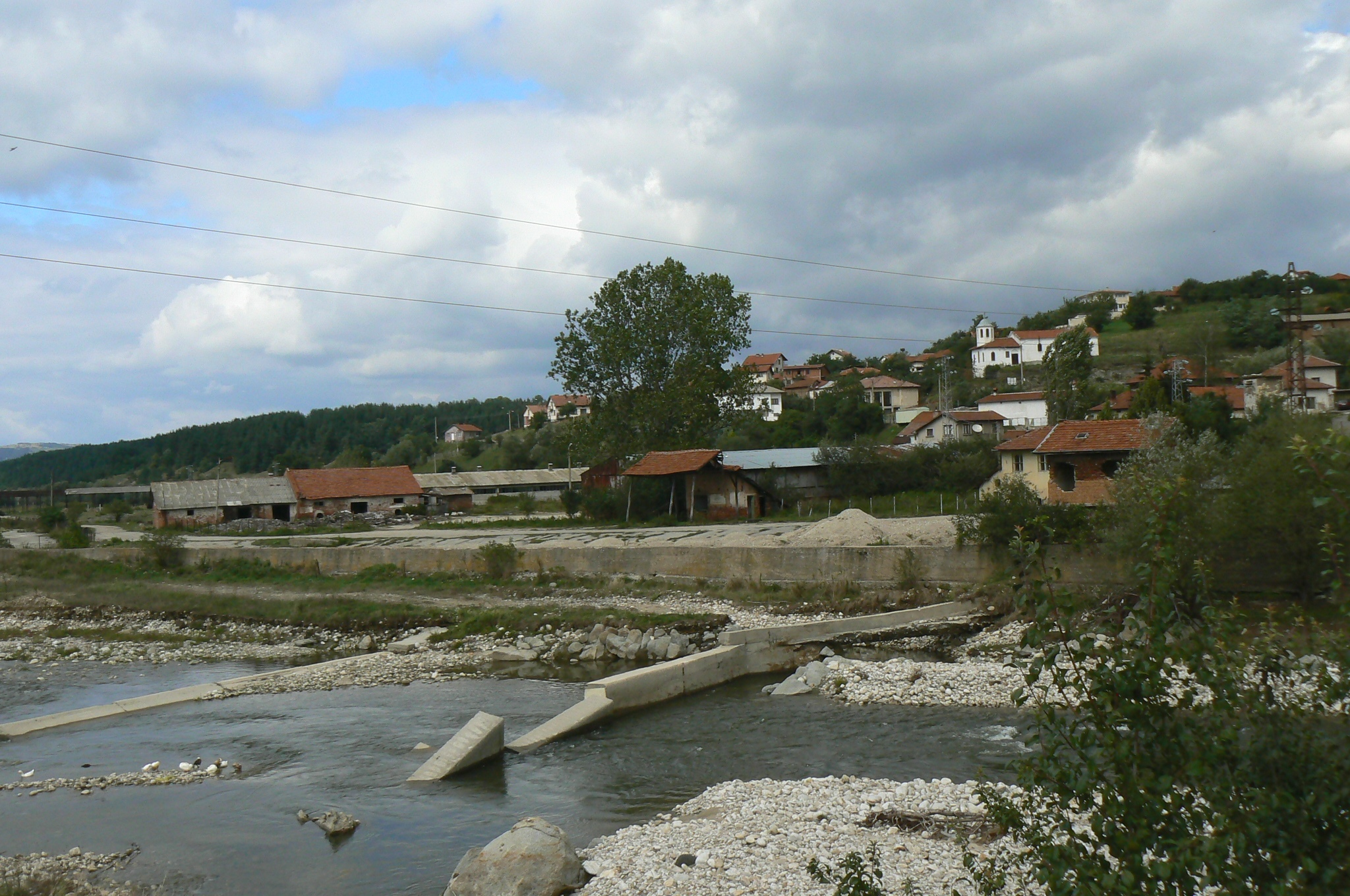

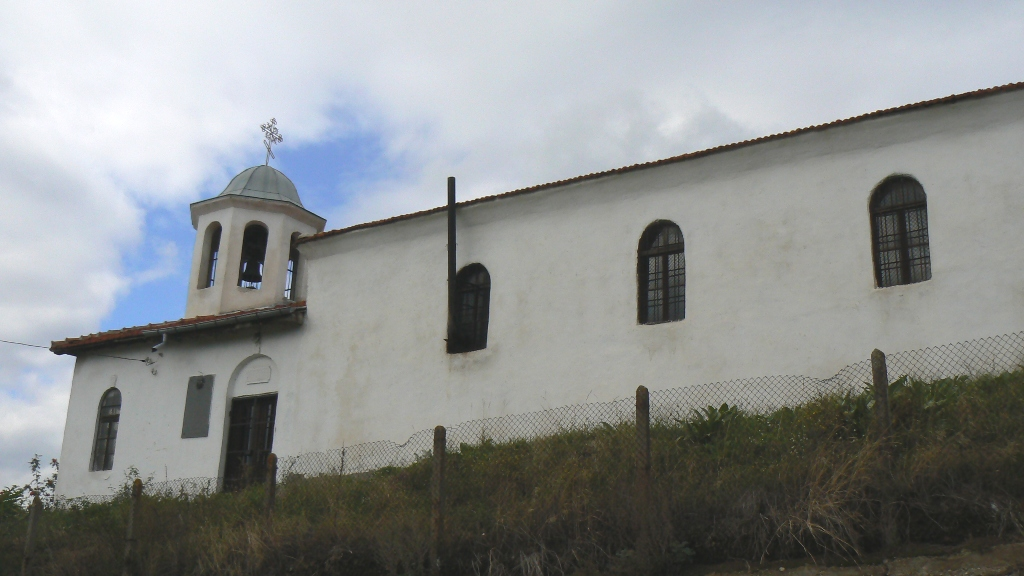

## Политическая ситуация
В местном кметстве Злокучене, в состав которого входит Злокучене, должность кмета (старосты) исполняет Митко  Паунов Манолов (Болгарская социал-демократия (БСД)) по результатам выборов.
Кмет (мэр) общины Самоков — Ангел Симеонов Николов (Болгарская социалистическая партия (БСП)) по результатам выборов.